# 跳躍進化説
跳躍進化説（ちょうやくしんかせつ、英Saltastion、Saltationism）とは、一つの世代と次の世代の間で、通常の個体変異と比較して、より大きな進化的変化が起きるという進化理論の一つ。この用語はいくつかの意味を持ち、広義には大きな表現型の変化を伴う進化の全般を指すことがある。しかし通常はより狭義の、大規模な遺伝的変異が同時に発生すること、あるいは一世代で種分化が起きることと言う意味で用いられている。狭義の意味では、小さな変異と自然選択の累積によって進化が起きると考えるネオダーウィニズムの漸進主義と明確に対立する。跳躍説、跳躍進化とも呼ばれる。英語のSaltationはラテン語のsaltus（ジャンプ）に由来する。

## 概要
跳躍説は進化学のオーソドックスな視点と反するが、幾人かの著名な支持者がおり、カール・ウーズもその一人である。倍数化は重要な遺伝的変異によって一世代で種分化が起きるという跳躍説の基準を満たしており、一種の跳躍と見なすことができる。これは植物では一般的だが動物では普通ではない。
跳躍説の代表は初期のメンデル遺伝学者によって推進された突然変異説である。20世紀中頃にはドイツ系アメリカ人の遺伝学者リチャード・ゴールドシュミットによって「有望な怪物」が提案された。ゴールドシュミットは爬虫類の卵から最初の鳥類が孵ったと主張するほど強硬な跳躍論者であった。
断続平衡説が跳躍進化説であるという考えは広く見られる誤解である。それは主唱者がゴールドシュミットの「有望な怪物」を賞賛したことに由来する。しかし後年、断続平衡説の主唱者はゴールドシュミットの極端な立場から距離を置き、多くの種分化が地質学的時間としては比較的急速な期間（数百万年ではなく数千から数万年）に起きると述べた。つまり進化的変化は跳躍的な過程ではなく、ネオダーウィニズムと同じく段階的で漸進的な過程によって起きると主張している。
眼のような複雑な器官は中間型は役に立たないために漸進的な進化によって形成されるはずが無い、という論理が跳躍説の根拠に用いられることがある。しかし中間型の眼が役に立たないという主張に根拠はない。実際に人間よりも原始的な眼を持つ生物は多い。リチャード・ドーキンスは白内障で水晶体を摘出した叔母が、目の前の障害物は分かるから水晶体を欠いた眼でも無いよりはあった方が良いと述べていることを引き合いに出し、跳躍論者が「あなたの眼は中間的だから役に立たず、有ってもなくても同じ事だろう」と言えば叔母は困惑するに違いないと述べている。
跳躍説の成立が困難な理由は次の通りである。例えば眼であれば、眼球を形成するために遺伝的変異が大量に必要であり、さらにその眼を利用するための行動を司る神経系と脳が必要である。跳躍進化はそれら全てを満たす遺伝的変異が同時に起きると定義しているが、そのような大規模な変異が同時に起きる確率は、わずかな変異が長い時間と自然選択によって蓄積するよりも遥かに小さい。また一世代で種分化が起きれば、その生物は誰と配偶できるのかという問題がある。いずれにせよ漸進説では直面しない問題である。また、もし跳躍が生物の進化にとって重要なら、自然にも化石にも「有望でない怪物」が多く発見されるはずである。しかしそのような証拠はない。